# Triepeolus atoconganus
Triepeolus atoconganus (лат.) — вид пчёл-кукушек рода Triepeolus из подсемейства Nomadinae (Apidae). Эндемик Перу. Назван по месту обнаружения Atocongo, где в 1948 году была найдена типовая серия.

## Распространение
Южная Америка: Перу, Atocongo  (около Лимы).

## Описание
Мелкие слабоопушённые пчёлы коричневато-чёрного цвета, с белыми и жёлтовато-оранжевыми отметинами на теле как у ос. Длина около 1 см. Следующие морфологические признаки в совокупности отличают T. atoconganus от всех других южноамериканских Triepeolus: лобная область, дорсум мезосомы (по крайней мере, переднелатерально) и верхние половины мезоплевр имеют густые, длинные, отстоящие, мелко разветвленные волоски; вентролатеральные половины мезоплевры имеют редкие, прямые, простые волоски среди коротких, прижатых, ветвистых волосков; а тергиты T1—T4 имеют медиально широко прерывистые поперечные полосы. Triepeolus atoconganus и T. cecilyae — единственные южноамериканские виды рода с длинными, прямостоячими волосками на верхней поверхности и большей части мезосомы, но у T. cecilyae они большей частью длиннее и более обильны, покрывая большую часть верхней и вентролатеральной половин мезоплевры. Кроме того, у T. cecilyae, по крайней мере, апикальные поперечные полосы тергитов самки Т3-Т4 и апикальные поперечные полосы тергитов самца Т1-Т4 сужены или узко прерваны медиально. Вид был впервые описан в 1955 году бразильским гименоптерологом профессором Й. Сантьяго Моуром (Jesus Santiago Moure), а его валидный статус подтверждён в ходе ревизии, проведённой в 2024 году канадским энтомологом Томасом Онуферко (Thomas M. Onuferko, York University, Торонто, Канада) и его коллегами.